# ソン・ミヒャン
ソン・ミヒャン（1989年5月20日 - ）は、北朝鮮平壌直轄市出身の女性フィギュアスケート選手(ペア)。2003年以降北朝鮮のペア競技第一人者。パートナーはチョン・ヨンヒョク。

## 経歴
2003年にチョン・ヨンヒョクとペアを組み、北朝鮮選手権では優勝を果たす。
2006年の北朝鮮選手権でも優勝し当初はトリノオリンピックに出場する予定であったが、演技が時代に合っていないことを理由に、ピョ・ヨンミョンがチョン・ヨンヒョクとペアを組み出場することになった。しかし、ショートプログラム終了後の練習でヨンミョンがジャンプの転倒により壁に激突し病院に運ばれ、フリープログラムは棄権に終わった。
2009年、バンクーバーオリンピック最終予選となったネーベルホルン杯にチョン・ヨンヒョクとのペアで出場したがオリンピック出場は叶わなかった。

## 主な戦績
| 大会/年            | 2004-05 | 2005-06 | 2006-07 | 2007-08 | 2008-09 | 2009-10 |
| ------------------ | ------- | ------- | ------- | ------- | ------- | ------- |
| 北朝鮮選手権       | 1       |         | 1       | 1       | 1       | 1       |
| ネーベルホルン杯   |         |         |         |         |         | 11      |
| シェーファー記念   |         | 8       |         |         |         |         |
| アジアフィギュア杯 |         |         |         |         | 1       |         |
| JGPハルビン        | 8       |         |         |         |         |         |

### 詳細
| 開催日              | 大会名                                     | SP       | FP       | 結果      |
| ------------------- | ------------------------------------------ | -------- | -------- | --------- |
| 2009年9月24日-25日  | ネーベルホルン杯(オーベルストドルフ）      | 13 39.18 | 11 79.83 | 12 119.01 |
| 2008年12月21日-23日 | アジアフィギュア杯（香港）                 | 1 40.3   | 1 78.97  | 1 119.27  |
| 2005年10月12日-16日 | カールシェーファーメモリアル（ウィーン）   | 7 39.57  | 9 73.91  | 8 113.48  |
| 2004年9月16日-19日  | ISUジュニアグランプリ ハルビン（ハルビン） | 7 38.66  | 8 63.42  | 8 102.08  |